# Xã Colfax, Quận Oceana, Michigan
Xã Colfax (tiếng Anh: Colfax Township) là một xã thuộc quận Oceana, tiểu bang Michigan, Hoa Kỳ. Năm 2010, dân số của xã này là 462 người.